# Davilla nitida
Davilla nitida es una especie de bejuco perteneciente a la familia Dilleniaceae.

## Descripción
Son lianas, con la corteza exfoliante, las ramas jóvenes glabras. Hojas elípticas, oblongas o lanceoladas, de 5–18 cm de largo y 3–8 (–9) cm de ancho, redondeadas, agudas o apiculadas en el ápice, atenuadas a redondeadas, coriáceas, márgenes enteros a dentados, lisas a ligeramente escabrosas en la haz, pilosas en el envés solamente a lo largo de los nervios; pecíolos 1–3 cm de largo. Inflorescencias terminales o axilares, de 7–20 cm de largo, escasamente pubescentes; flores 7–12 mm de ancho; sépalos interiores ampliamente ovados, glabros, anaranjados; pétalos obovados, 4–6 mm de largo, amarillos; estambres 40–50; carpelo 1, glabro. Semillas 2.5–4 mm de largo, arilo blanco.

## Distribución y hábitat
Es una especie común que se encuentra  en bosques alterados, en la zona atlántica; a una altitud de 0–750 m; fl ene–mar, fr feb–may; desde el sur de México a Brasil, también en Cuba y Jamaica.

## Usos
El bejuco de chaparro se usó para animar la cabalgadura, para espantar perros bravos, como arma de defensa en general. En el bosque denso, el bejuco chaparro contiene agua potable, a la cual acude el viajero sediento. Por la abundancia y tonalidad de sus frutos este bejuco se puede utilizar como ornato o pérgolas u arcos en el paisaje urbano (L. Acero 2005).

## Taxonomía
Davilla nitida fue descrita por (Vahl) Kubitzki y publicado en Mitteilungen der Botanischen Staatssammlung München 9: 95–99. 1971.
Sinonimia
- Davilla ciliata A.Rich.
- Davilla densiflora Triana & Planch.
- Davilla itaparicensis Casar.
- Davilla macrophylla A.St.-Hil.
- Davilla matudae Lundell
- Davilla multiflora (DC.) A.St.-Hil.
- Davilla sagraeana A.Rich.
- Davilla suaveolens Glaz.
- Tetracera multiflora DC.
- Tetracera nitida Vahl[4]

## Nombres comunes
“Chaparro”, “chaparrito”, “bejuco de agua”. (Libro plantas útiles de la cuenca del Orinoco).